# Роко Лени Укић
Роко Лени Укић (Сплит, 5. децембар 1984) бивши је хрватски кошаркаш. Играо је на позицијама плејмејкера и бека.

## Каријера

### Сплит
Кошарку је Укић почео играти 1992. у КК Сплиту. Са кадетима Сплита двапут је освојио национално првенство те је 2002. изабран за МВП-ја првенства. Исто понавља и у јуниорској конкуренцији, а 2002. предводи хрватску јуниорску репрезентацију до златне медаље на Европском првенству у Штутгарту, где је у просеку постизао 19,1 поен уз 5,7 асистенција те је уврштен у најбољу петорку првенства. Идуће године одличне игре пружа и на Светском првенству за младе где је поново изабран у петорку првенства, коју крај њега чине Ендру Богут, Линас Клејза, Џеј Џеј Бареа и Костас Василијадис. 
Укић се са само 16 година придружио првој екипи Сплита. За сениорски тим је прволигашки деби имао 14. октобра 2000. године, у победи Сплитаа против Шибеника (93:79). Укић је у победи учествовао са пет поена, за шта је награђен овацијама 1200 гледалаца на Грипама.
У Сплиту оставља велик траг иако је углавном наступао као тинејџер. Већ са 17 година постаје капитен Сплита, те кроз пет година играња улази међу најбољих 10 стрелаца тог некад трофејног европског клуба. Са Сплитом осваја титулу првака Хрватске 2003. и Куп Хрватске 2004. Тај куп у Задру посебно је упечатљив с обзиром да је у полуфиналу побеђена Цибона, а у финалу фаворизовани Задар 82:80. Победнички кош са звуком сирене постиже управо Укић. Освојени Куп 2004. године уједно је и последњи трофеј у витринама КК Сплита. Године 2005, има статистички најбољу сезону где у хрватском првенству постиже 23,7 поена по утакмици и уз титулу најбољег стрелца осваја награду за кошаркаша године по избору Спортских новости.

### Таукерамика
За Сплит је играо до 2005. и просечно је постизао 19,8 поена и 4,3 асистенције. Те се године одлучио пријавити на НБА драфт, где је изабран у 2. кругу (41. укупно) од стране Торонто репторса. Укић ипак није желео да оде у НБА, где би вероватно седео на клупи те је радије остао у Европи како би се придружио некој јакој европској екипе. Потписао је те 2005. уговор са шпанском Таукерамиком, уз велику одштету од 700.000 евра. У Виторији, након почетних потешкоћа, брзо постаје важан део екипе и постаје први Хрват изабран за најкориснијег играча кола у АЦБ лиги. То је постигао сјајном партијом када је против Ваљадолида убацио 27 поена. Осваја Куп Краља, а сјајне игре наставља приказивати и у доигравању, где предводи Таукерамика до финала. 

### Барселона
Следеће сезоне одлази у Барселону. У каталонском великану има просечну сезону те се никако не успева усталити као стартер у тиму тренера Душка Ивановића. Поново осваја Куп Краља, и губи финале доигравања од Реал Мадрида.

### Лотоматика
У лето 2007. Укић одлази на једногодишњу позајмицу у италијанску Лотоматику, где му је тренер био Јасмин Репеша. То се показало као изврстан потез, јер у Риму игра сјајно, предводећи Лотоматику до другог круга Евролиге, где просечно постиже 13,3 поена и 3,4 асистенције по утакмици. Са клубом улази и у финале доигравања италијанског првенства, где је Монтепаски Сијена ипак била прејака. Први пута у каријери имао је константну минутажу и учинак током целе сезоне, а најбоље игре пружио је против Партизана (23 поена) у Евролиги, те Кантуа (27 поена) у Серији А.

### Торонто репторси
Након истека уговора са Барселоном, одлучио је да оде „преко баре”. У јулу 2008. Укић потписује трогодишњи уговор са Торонто репторсима, где је био замена Хосе Калдерону на месту плејмејкера и постао једини Хрват који је играо у том елитном такмичењу у сезони 2008/09. Укић је одиграо солидну прву сезону и забележио неколико запажених НБА наступа, од чега је упечатљив онај против Сан Антонио спарса, који завршава са рекордом НБА каријере - 24 поена - укључујући и пет важних поена за победу. Након завршетка сезоне Репторси су доста изменили свој тим, након што су на драфту узели Демара Дерозана и потписали Џерета Џека.

### Милвоки бакси
Укић је мењан у Милвоки баксе, где је на његовом доласку инсистирао главни тренер Скот Скајлс. Од 13 утакмица у колико је наступио за Баксе у сезони 2009/10. најбоља је била она против бившег клуба. Торонто репторсима Укић је дао 17 поена, уз четири асистенције за 25 минута на паркету.
Дана 5. јануара 2010. Укић је на сопствени захтев отпуштен из Бакса јер није био задовољан минутажом.

### Фенербахче Улкер
Укић је након много нагађања потписао двогодишњи уговор са Фенербахчеом. У Фенеру је имао одличну сезону 2009/10, а најбоље игре приказује у доигравању. Био је један од заслужнијих што је истанбулски клуб освојио национално првенство 2010. године поразивши у финалној серији Ефес Пилсен са 4-2. У трећој утакмици финала Укић је постигао десет поена, укључујући и победнички кош за 72:70 само 12,5 секунди пре краја сусрета. У шестој утакмици са 15 поена и четири асистенције одвео је Фенер до победе од 76:51.
Фенербахче је 2010. године освојио и турски куп, први након 43 године, а Укић је у финалу против Мерсина (72:68) постигао 11 поена. Осим Укића, куп је у дресу Фенера освојио још један хрватски кошаркаш. Ради се о Гордану Гиричеку, који је у финалу постигао девет поена.
У сезони 2010/11. Укићу су се у истанбулском клубу придружили Марко Томас и тренер Невен Спахија, а у одбрани наслова победника купа Фенер је победио Бешикташ са 81:72. Укић је још једном био најбољи у финалу турског првенства, овај пут против Галатасараја. Серија је завршила са 4-2 за Фенербахче, а Укић је изабран за најкориснијег играча турског доигравања. То је уједно била и најбоља Укићева сезона у Евролиги, где је бележио 13,2 поена по сусрету, уз 3,5 асистенција и 2,5 скокова, но Фенербахче је испао у Топ 16 фази.
У сезони 2011/12. Укић је имао проблема са повредама. Почетак сезоне пропустио је због стрес фрактуре стопала, а почетком 2012. године морао је паузирати месец дана због сломљеног прста.

### Панатинаикос
Укић је у јулу 2012. потписао двогодишњи уговор са грчким Панатинаикосом. У првој сезони у клубу, један је од најзаслужнијих за освајање дупле круне у Грчкој. У финалу грчког купа Панатинаикос је савладао Олимпијакос са 81:78, а Укић је са 18 постигнутих поена проглашен најкориснијим играчем сусрета. У финалу грчког доигравања, Панатинаикос је са 3-0 надиграо Олимпијакос, а Укић је био најбољи стрелац своје екипе у финалној серији. Посебно импресивна била је друга утакмица, коју је Панатинаикос добио са 63:52 уз 17 поена Укића за 23 минута на терену.
Укић је у сезони 2012/13. наступио у 28 утакмица у Евролиги, уз просеке од 8,9 поена, 2,8 асистенција и 2,7 скокова по сусрету, а проглашен је за најкориснијег играча 8. кола Топ 16 фазе Евролиге, након што је у победи Панатинаикоса у гостима код Жалгириса (73:78) постигао 21 поен, уз шест асистенција, четири скока и укупну валоризацију 28. Укић је сам после сусрета признао да је осећао бол у леђима, а због таблета које је добио за ублажавање бола, у последњој минути утакмице чак је и повратио поред клупе Панатинаикоса.

## Успеси

### Клупски
- Сплит:
  - Првенство Хрватске (1): 2002/03.
  - Куп Хрватске (1): 2004.
- Таукерамика:
  - Куп Шпаније (1): 2006.
- Барселона:
  - Куп Шпаније (1): 2007.
- Фенербахче:
  - Првенство Турске (2): 2009/10, 2010/11.
  - Куп Турске (2): 2010, 2011.
- Панатинаикос:
  - Првенство Грчке (2): 2012/13, 2013/14.
  - Куп Грчке (2): 2013, 2014.
- Цедевита:
  - Првенство Хрватске (2): 2014/15, 2017/18.
  - Куп Хрватске (2): 2015, 2018.
  - Суперкуп Јадранске лиге (1): 2017.
- Цедевита Олимпија:
  - Суперкуп Словеније (1): 2020.

### Појединачни
- Најкориснији играч Купа Грчке (1): 2013.
- Најкориснији играч кола Евролиге (1): 2012/13. (1)

### Репрезентативни
- Европско првенство до 18 година:  2002.